# Hydesville (Californie)
Hydesville est une census-designated place du comté de Humboldt, dans l'État de Californie, aux États-Unis,. En 2020, elle compte une population de 1 244 habitants.